# 小倉信也
小倉 信也（おぐら しんや、1965年〈昭和40年〉 - ）は設定考証を請け負うフリーの設定屋。絵を描けるためデザイン業務・原画・作画監督を担当することも多々ある。千葉県出身。

## 来歴
高校を卒業後すぐにタツノコプロ作画技術研究所の動画研修として入るが、約2年で体調不良のため退社。
アニメ業界へのキッカケになった恩人から勧められ、1987年にオガワモデリングへ入社。特撮用模型の仕事に関わり約10年勤務したが、エンターテイメントの映像に対する考え方、会社の方針と考えが合わず退社。
当時サンライズのガンダム事業部であった堀口滋に誘われグリーンダイバーズに参加。以後、ガンダムシリーズなどのSF設定考証を行う。現在はフリーで活躍中。

## 人物
- 宇宙戦艦ヤマトや機動戦士ガンダムなどの影響もありSFアニメの仕事を目指した。
- 幼少期は宇宙のことで気になることは図書館で図画などを見ているような子供だった。

## その他
- プラネテスで設定考証・デザインした宇宙船についてJAXAが合理的かつ実現可能だと評価した。作画面では宇宙空間の重力をリアルに表現する為、中割りをアニメーターに指示をしていた。オープニング部分での宇宙開発史に基づく部分は彼がコンテを手がけ注釈も書いている。
- オガワモデリング在籍中、GUNDAM THE RIDEに携わっている。

## 参加作品

### アニメ作品
- あした天気になあれ 動画（10話）
- ゲゲゲの鬼太郎 動画
- うる星やつら4 ラム・ザ・フォーエバー 動画
- 機動戦士ガンダムUC 設定考証・舞台設定（小説版アニメ版共に）
- GUNDAM EVOLVE グラフィックデザイン
- 超ロボット生命体トランスフォーマー マイクロン伝説 トランスフォーマー＆メカデザイン・原画（12話）
- プラネテス 設定考証・コンセプトデザイン・原画（9、14、17、21、25話）
- ふたつのスピカ 設定考証・コンセプトデザイン・原画（20話）
- トランスフォーマー スーパーリンク トランスフォーマー&メカデザイン
- 交響詩篇エウレカセブン 設定考証
- タクティカルロア コンセプトスーパーバイザー 原画（1、2、3、5、6、12、13話）
- ウィッチブレイド 設定考証　コンセプトデザイン・作画監督補（1、2、3話・メカ作監（5話）・原画OP
- シゴフミ ロケット考証・原画（1話）
- ペンギン娘♥はぁと デザイン協力・OP
- コードギアス　反逆のルルーシュR2　原画（25話）
- .hack//Quantum プロップデザイン・プロップ作監（2話）
- セイクリッドセブン　設定考証・設定デザイン監修・2DCGワークス
- 翠星のガルガンティア　設定考証・デザイン 原画（1話）
- 龍ヶ嬢七々々の埋蔵金　設定考証・七重島コンセプトデザイン
- 楽園追放 -Expelled from Paradise- 設定考証・コンセプトデザイン
- 宇宙戦艦ヤマト2202 愛の戦士たち SF考証
- 機動戦士ガンダムNT 設定考証
- 銀河英雄伝説 Die Neue These 設定考証

### 実写作品
- 帝都物語（1988年）[1]
- スターヴァージン（1988年）[1]
- ガンヘッド（1989年） - ミニチュア造形助手[1]
- ゴジラシリーズ[1]

### その他の作品
- 機動戦士ガンダムΖΖ外伝 ジオンの幻陽 設定考証
- 小説版 機動戦士ガンダムUC
- ガンダムエーススペシャル ボトルシップ☆プレゼンター 設定考証
- GUNDAM THE RIDE
- グリーンダイバーズ